# Аукціоніст

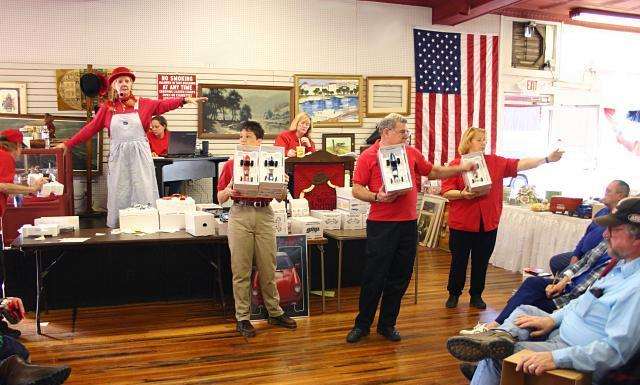
Аукціоніст і його асистенти під час торгів

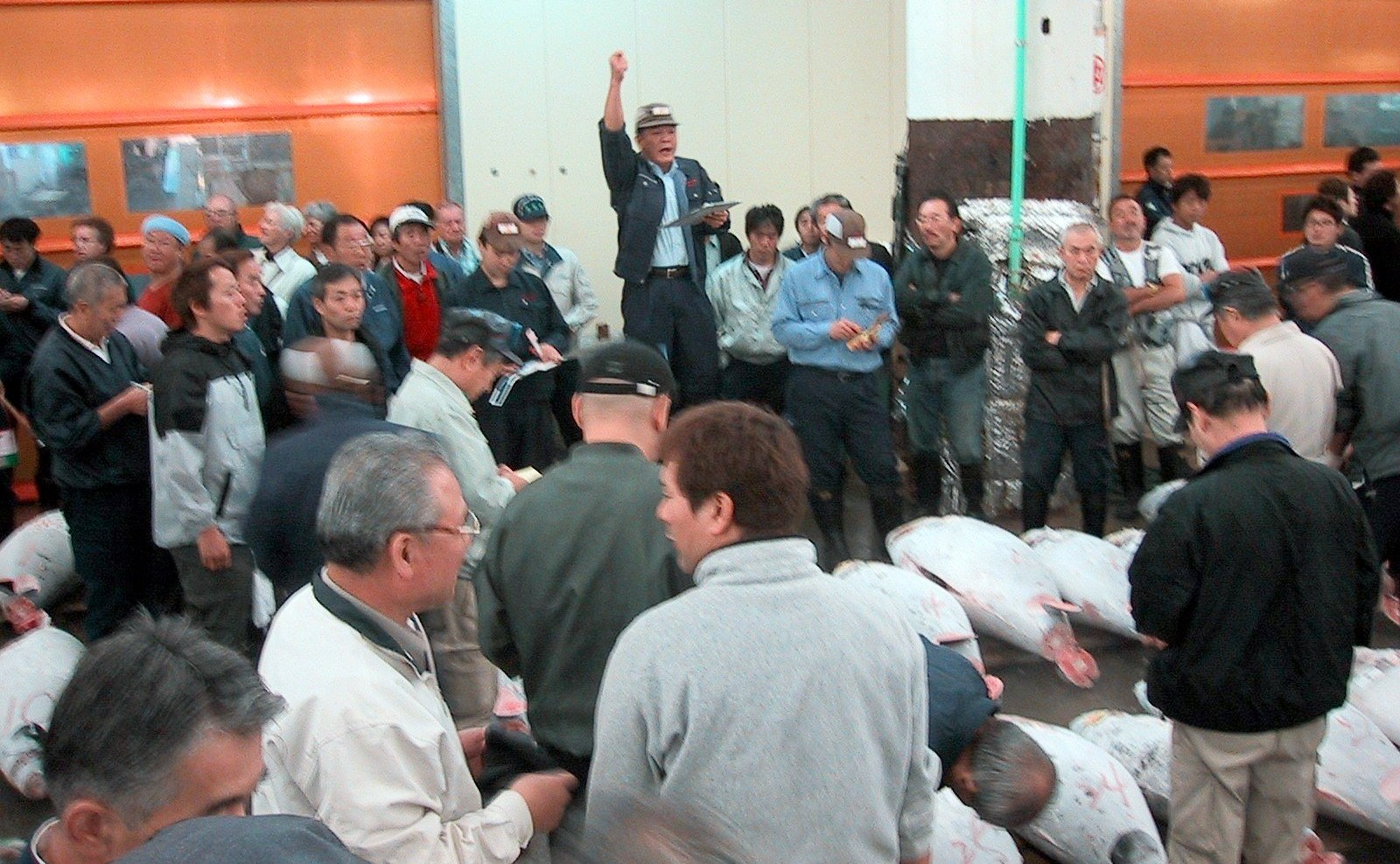
Аукціоніст веде аукціон з продажу тунця на рибному ринку Цукідзі в Токіо

Аукціон, як форма торгівлі товарами, що володіють унікальними властивостями, проводиться строго за певними правилами. Основна функція аукціоніста полягає в контролі за дотриманням правил аукціонних торгів учасниками аукціону.
Правила проведення аукціону найчастіше припускають підвищення ціни у процесі торгів. У цьому зв'язку одним з головних завдань аукціоніста є фіксація ціни проміжної і фіксація остаточної ціни.
Аукціоніст на аукціоні представляє організаторів торгів, економічний інтерес яких полягає в одержанні максимальної ціни від проданих товарів. Тому однією з головних задач, яку він вирішує під час торгів, є вміле управління процесом підвищення ціни, підтримуючи змагання між потенційними покупцями.
У період часу, що передує торгам, аукціоніст бере участь у визначенні якості та оцінки вартості лотів, пропонованих до продажу.
Аукціоніст повинен знати кон'юнктуру ринку виставлених на продаж товарів для того, щоб не допустити продажу товарів за ціною, нижче ринкової.
По закінченні торгів аукціоніст бере участь в оформленні документів, які фіксують продаж товарів з аукціону.